# Grand Prix des commerçants de Templeuve 2014
La 1re édition du Grand Prix des commerçants de Templeuve a eu lieu le 30 août 2014 à Templeuve (Tournai). La course fait partie du calendrier UCI Europe Tour 2014 en catégorie 1.2, elle constitue également la neuvième manche de la Topcompétition 2014 : la finale. Elle est remportée par le Belge Oliver Naesen (Cibel, stagiaire chez Lotto-Belisol), qui parcourt les 179 kilomètres en 4 h 14 min 22 s. Il est immédiatement suivi par le Polonais Łukasz Wiśniowski (Etixx) et par le Belge Gaëtan Bille (Verandas Willems). La Topcompétition est remportée par Kenneth Van Rooy (Lotto-Belisol U23) avec 139 points, suivi de Gaëtan Bille (Verandas Willems) avec 129 points et d'Oliver Naesen (Cibel) avec 124 points. Tim Vanspeybroeck (3M), leader de la Topcompétition durant trois manches, termine quatrième avec 112 points. Soixante-seize coureurs parmi les 180 qui ont pris le départ franchissent la ligne d'arrivée.

## Présentation
La création d'une nouvelle manche pour la Topcompétition 2014 est annoncée fin novembre 2013. Classée 1.2 par l'Union cycliste internationale, elle est organisée par les responsables de l'Eurométropole Tour : le Royal Cazeau Pédale de Templeuve. Louis Cousaert est le président de ce club.

## Classements finals

### Classement général

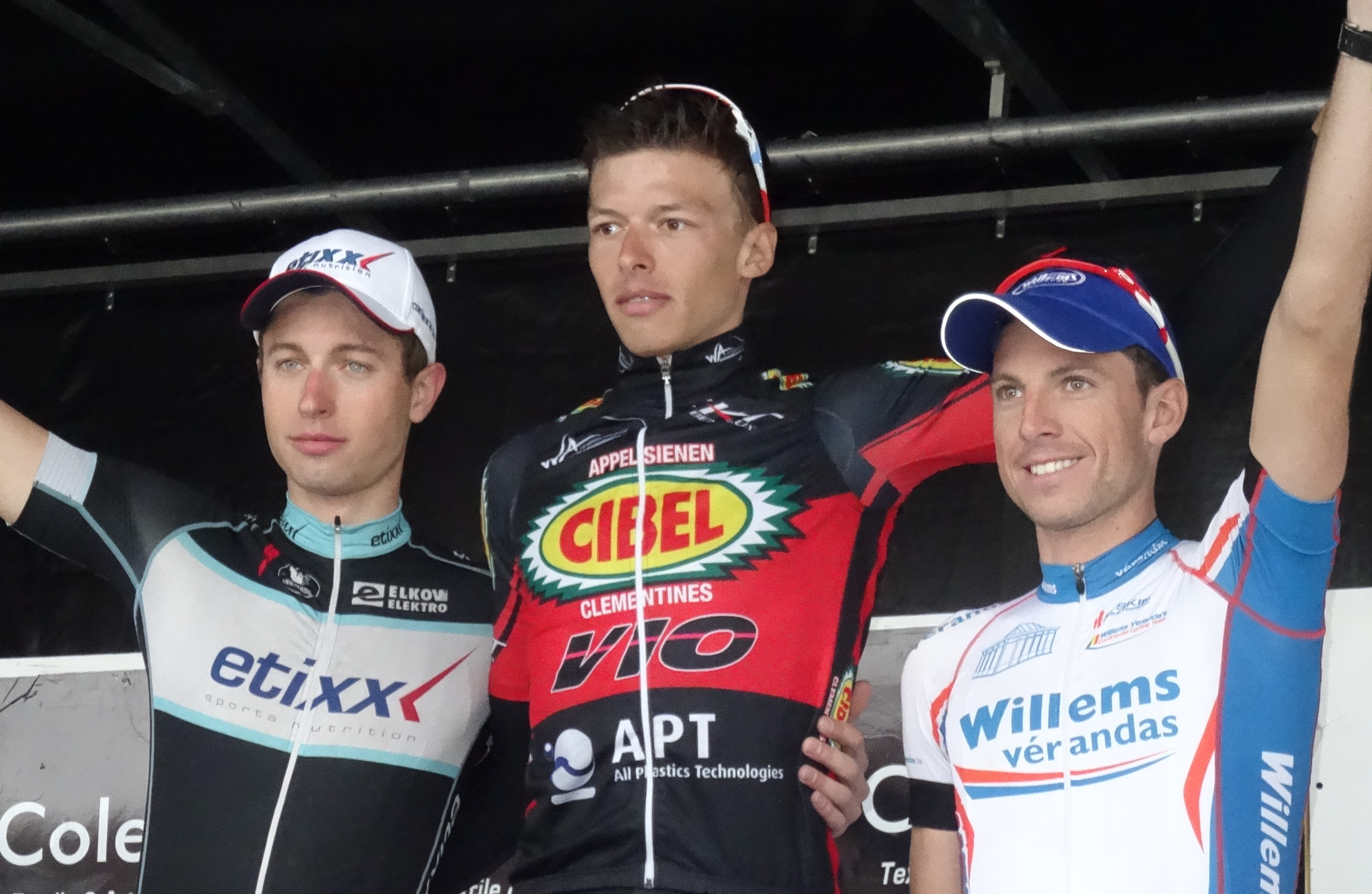
Łukasz Wiśniowski (2e), Oliver Naesen (1er) et Gaëtan Bille (3e).

Le Grand Prix des commerçants de Templeuve est remporté par le Belge Oliver Naesen de Cibel, également stagiaire chez Lotto-Belisol, qui parcourt les 179 kilomètres en 4 h 14 min 22 s. Il est immédiatement suivi par le Polonais Łukasz Wiśniowski (Etixx) et par le Belge Gaëtan Bille (Verandas Willems). Soixante-seize coureurs parmi les 180 qui ont pris le départ franchissent la ligne d'arrivée,.
| Classement général | Classement général | Classement général | Classement général                        | Classement général |
|                    | Coureur            | Pays               | Équipe                                    | Temps              |
| ------------------ | ------------------ | ------------------ | ----------------------------------------- | ------------------ |
| 1er                | Oliver Naesen      | Belgique           | Cibel                                     | en 4 h 14 min 22 s |
| 2e                 | Łukasz Wiśniowski  | Pologne            | Etixx                                     | m.t                |
| 3e                 | Gaëtan Bille       | Belgique           | Verandas Willems                          | m.t                |
| 4e                 | Niels Reynvoet     | Belgique           | Josan-To Win                              | + 1 min 7 s        |
| 5e                 | Kevin Peeters      | Belgique           | Vastgoedservice-Golden Palace Continental | + 1 min 20 s       |
| 6e                 | Maxime Farazijn    | Belgique           | EFC-Omega Pharma-Quick Step               | m.t                |
| 7e                 | Joeri Stallaert    | Belgique           | Veranclassic-Doltcini                     | m.t                |
| 8e                 | Jonas Koch         | Allemagne          | LKT Brandenburg                           | m.t                |
| 9e                 | Antoine Demoitié   | Belgique           | Wallonie-Bruxelles                        | m.t                |
| 10e                | Tim Vanspeybroeck  | Belgique           | 3M                                        | m.t                |
| modifier           |                    |                    |                                           |                    |

### UCI Europe Tour
Ce Grand Prix des commerçants de Templeuve attribue des points pour l'UCI Europe Tour 2014, par équipes seulement aux coureurs des équipes continentales professionnelles et continentales, individuellement à tous les coureurs des équipes précitées.
| Position           | 1er | 2e | 3e | 4e | 5e | 6e | 7e | 8e |
| Classement général | 40  | 30 | 25 | 20 | 15 | 10 | 5  | 3  |

### Classement final de la Topcompétition

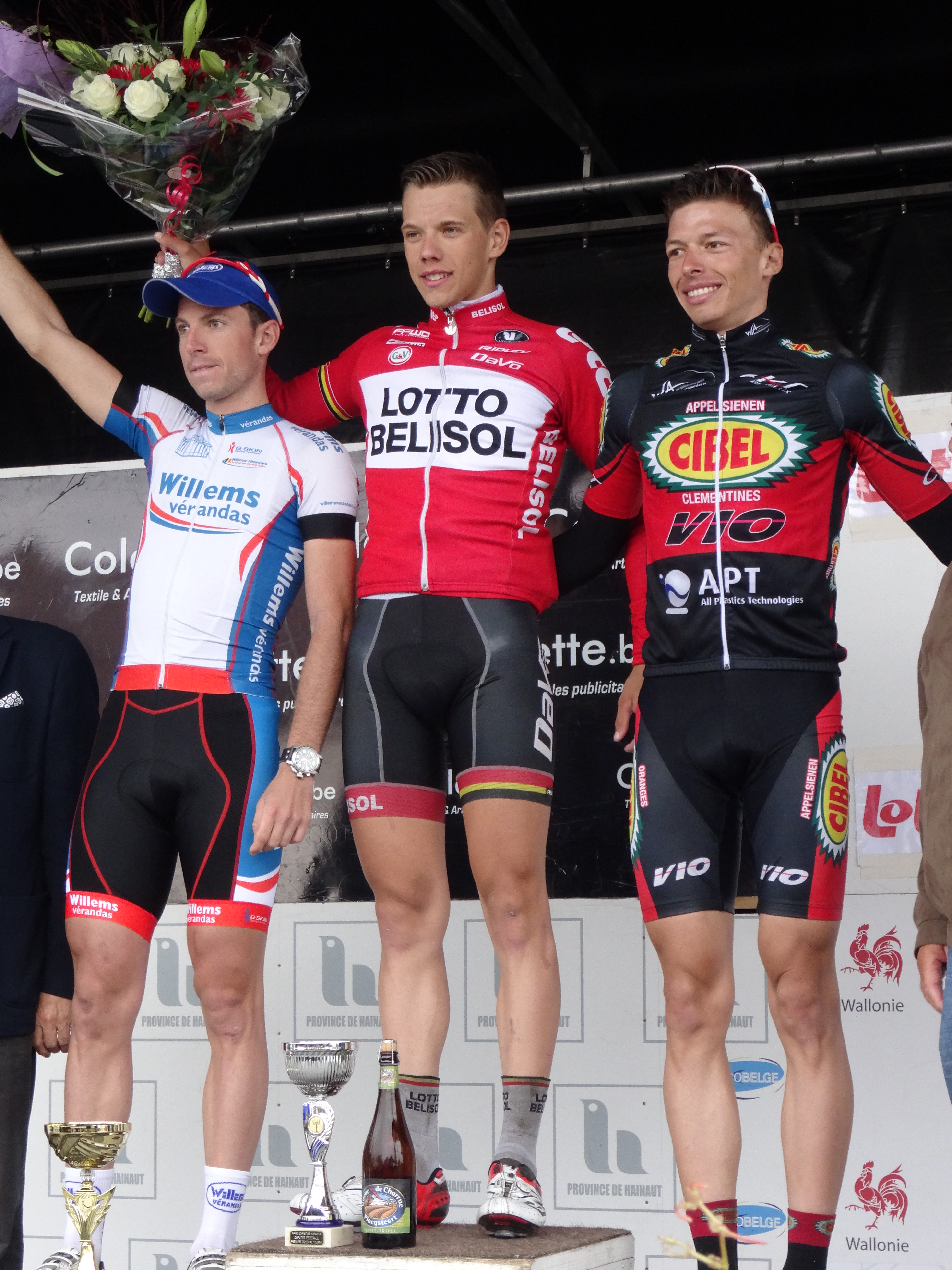
Gaëtan Bille (2e), Kenneth Van Rooy (1er) et Oliver Naesen (3e).

Le Grand Prix des Commerçants de Templeuve étant la finale de la Topcompétition 2014, son classement à l'issue de la neuvième manche a donné pour vainqueur Kenneth Van Rooy (Lotto-Belisol U23) avec 139 points, suivi de Gaëtan Bille (Verandas Willems) avec 129 points et d'Oliver Naesen (Cibel) avec 124 points. Tim Vanspeybroeck (3M), leader de la Topcompétition durant trois manches, termine quatrième avec 112 points. Il paye là son absence à la Flèche du port d'Anvers, il courrait alors sur la London Ride Classic.
| Top ten final de la Top Compétition après neuf manches | Top ten final de la Top Compétition après neuf manches | Top ten final de la Top Compétition après neuf manches | Top ten final de la Top Compétition après neuf manches | Top ten final de la Top Compétition après neuf manches |
| ------------------------------------------------------ | ------------------------------------------------------ | ------------------------------------------------------ | ------------------------------------------------------ | ------------------------------------------------------ |
|                                                        | Coureur                                                | Pays                                                   | Équipe                                                 | Point(s)                                               |
| 1er                                                    | Kenneth Van Rooy                                       | Belgique                                               | Lotto-Belisol U23                                      | 139 points                                             |
| 2e                                                     | Gaëtan Bille                                           | Belgique                                               | Verandas Willems                                       | 129 pts                                                |
| 3e                                                     | Oliver Naesen                                          | Belgique                                               | Cibel                                                  | 124 pts                                                |
| 4e                                                     | Tim Vanspeybroeck                                      | Belgique                                               | 3M                                                     | 112 pts                                                |
| 5e                                                     | Jef Van Meirhaeghe                                     | Belgique                                               | Lotto-Belisol U23                                      | 100 pts                                                |
| 6e                                                     | Xandro Meurisse                                        | Belgique                                               | Lotto-Belisol U23                                      | 89 pts                                                 |
| 7e                                                     | Matthias Allegaert                                     | Belgique                                               | BCV Works-Soenens                                      | 78 pts                                                 |
| 8e                                                     | Floris De Tier                                         | Belgique                                               | EFC-Omega Pharma-Quick Step                            | 75 pts                                                 |

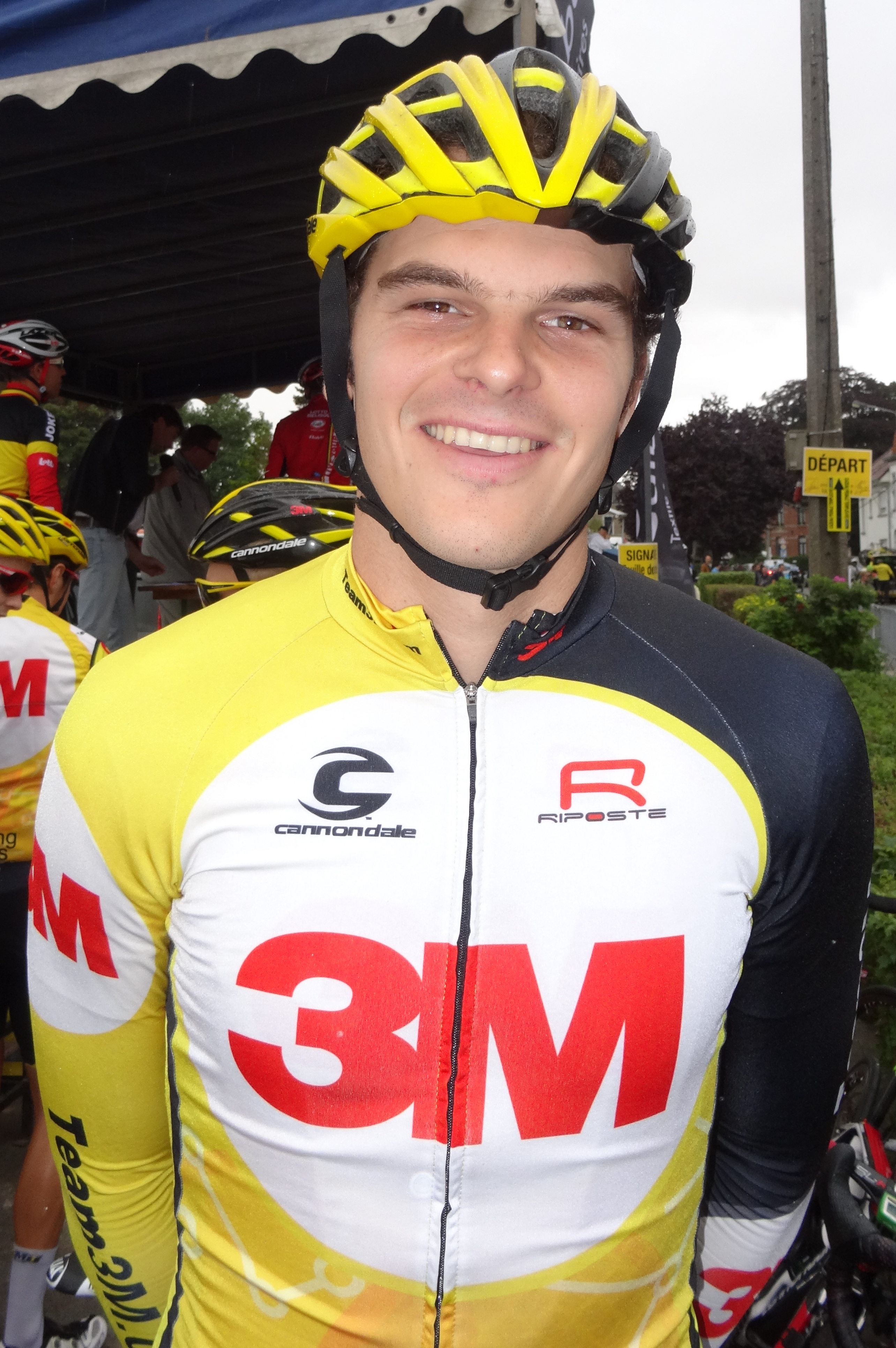
Tim Vanspeybroeck, photographié ici avant le départ, termine 4e de la Topcompétition.

| 9e                                                     | Niels Reynvoet                                         | Belgique                                               | Josan-To Win                                           | 72 pts                                                 |
| 10e                                                    | Bert Van Lerberghe                                     | Belgique                                               | EFC-Omega Pharma-Quick Step                            | 67 pts                                                 |
| modifier                                               |                                                        |                                                        |                                                        |                                                        |

## Liste des partants
Sur les 180 coureurs qui prennent le départ, seuls 76 franchissent la ligne d'arrivée.